# 巴德152

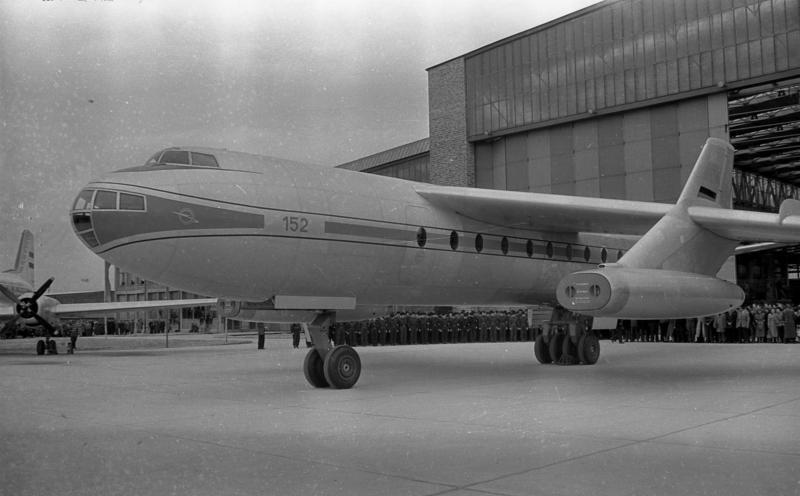
1958年4月30日，巴德152出厂

巴德152（德語：Baade 152）是东德开发过的大型民用喷气机。1953年开始研发，1958年12月4日首次试飞。1961年，因为来自苏联的压力，东德正式宣布取消该项目。莫斯科不允许德国产品与图波列夫和伊留申的飞机进行竞争